# مسعود پدرام (مهندس)
مسعود پدرام (فارسی: مسعود پدرام) یک دانشمند ایرانی است. 